# Nothodissotis
Nothodissotis é um género de plantas com flores pertencentes à família Melastomataceae.
A sua área de distribuição nativa localiza-se na África Central Tropical Ocidental.
Espécies:
- Nothodissotis alenensis Ver.-Lib. & O.Lachenaud
- Nothodissotis barteri (Hook.f.) Ver.-Lib. & G.Kadereit